# Filakobia
Filakobia (phylacobium) – rodzaj mutualizmu, w którym jeden gatunek zwierzęcia daje schronienie drugiemu, uzyskując w zamian obronę przed wrogami, np. niektóre termity i mrówkowate.